# Divisione No. 12 (Manitoba)
La Divisione No. 12, o Beausejour Area (parte della Eastman Region) è una divisione censuaria del Manitoba, Canada di 19.753 abitanti.

## Comunità
- Beausejour
- Dugald
- Garson